# Trigonofemora fossulatus
Trigonofemora fossulatus är en insektsart som beskrevs av Hancock, J.L. 1907. Trigonofemora fossulatus ingår i släktet Trigonofemora och familjen torngräshoppor. Inga underarter finns listade i Catalogue of Life.